# Assemblée des Nations unies pour l'environnement
L'Assemblée des Nations unies pour l’environnement, abrégé en ANUE (en anglais : United Nations Environment Assembly ou UNEA), est une assemblée dépendante du Programme des Nations unies pour l'environnement auquel les 193 États membres ont adhéré, ainsi que toutes les agences de l'ONU, les organisations intergouvernementales et civiles.

## Historique
Dès 2012, le conseil du Programme des Nations unies pour l'environnement (PNUE) souhaite instituer le principe d’adhésion universelle au Conseil d’administration PNUE. En 2013, il est décidé de remplacer le conseil d'administration du PNUE par l'Assemblée des Nations unies pour l’environnement du Programme des Nations unies pour l’environnement.
L'Assemblée des Nations unies pour l'environnement est officiellement créée en juin 2014 sous la supervision du Programme des Nations unies pour l'environnement. La ministre de la santé de Mongolie, Sanjaasuren Oyun, est nommée à la présidence,. À l'issue de la première assemblée de juin 2014, 16 résolutions ont été votées visant à encadrer l'« agenda environnemental global » des pays membres.
En décembre 2017, l'Assemblée vote 13 résolutions visant à éliminer certains polluants de l'air, du sol et des eaux. C'est la première fois que l'assemblée publie une déclaration, affirmant que 200 pays sont signataires de ces résolutions.
Le 14 mars 2019, Brune Poirson, alors secrétaire d’Etat auprès du ministre de la Transition écologique et solidaire, est élue vice-présidente de l'ANUE. Elle est remplacée par la secrétaire d'État chargée de la Biodiversité Bérangère Abba le 2 octobre 2020. 

### Pages liées
- Programme des Nations unies pour l'environnement
- Organisation mondiale de l'environnement
- Sanjaasuren Oyun